# Arvaniți

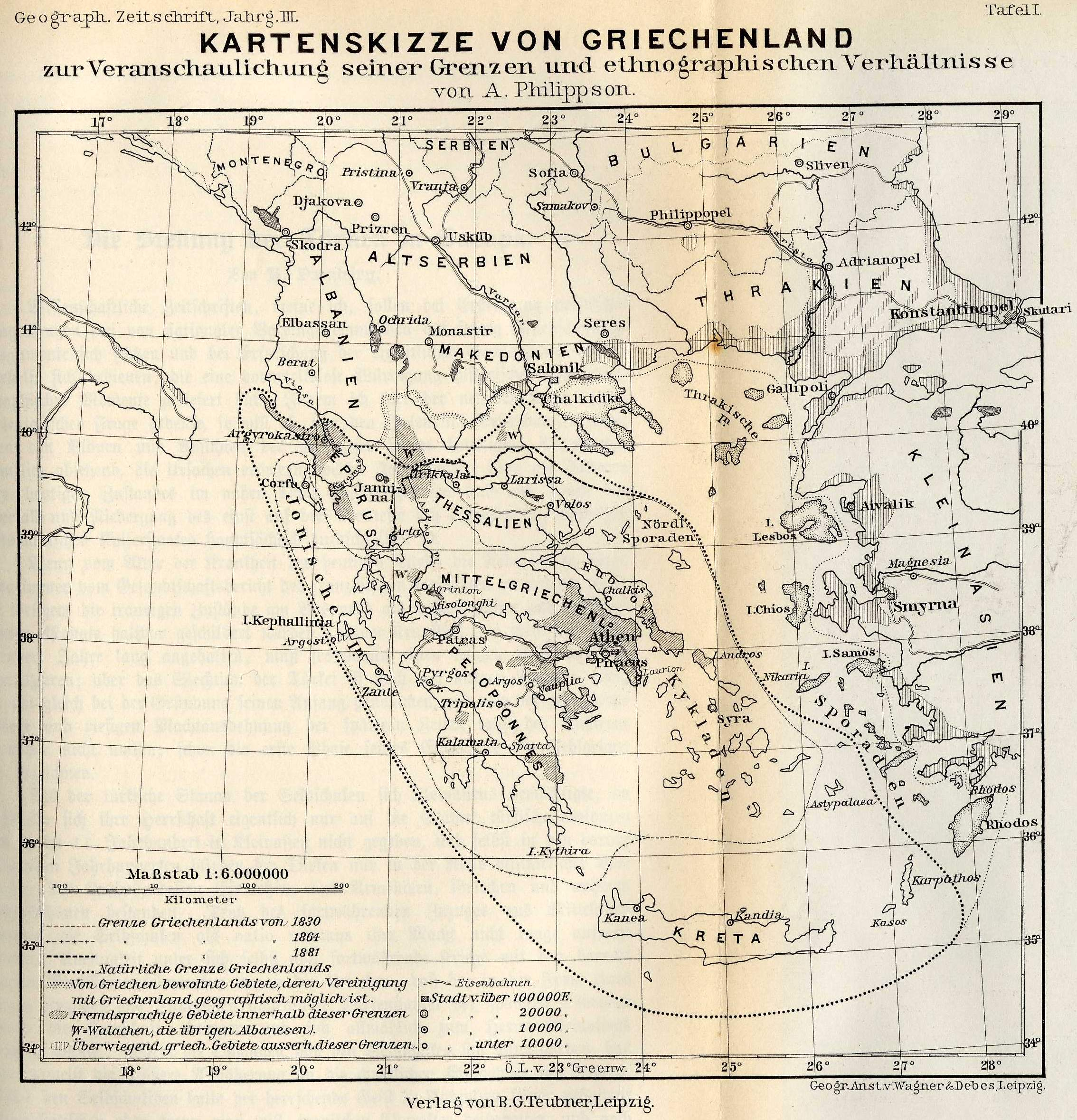
Veche hartă etnică a Greciei

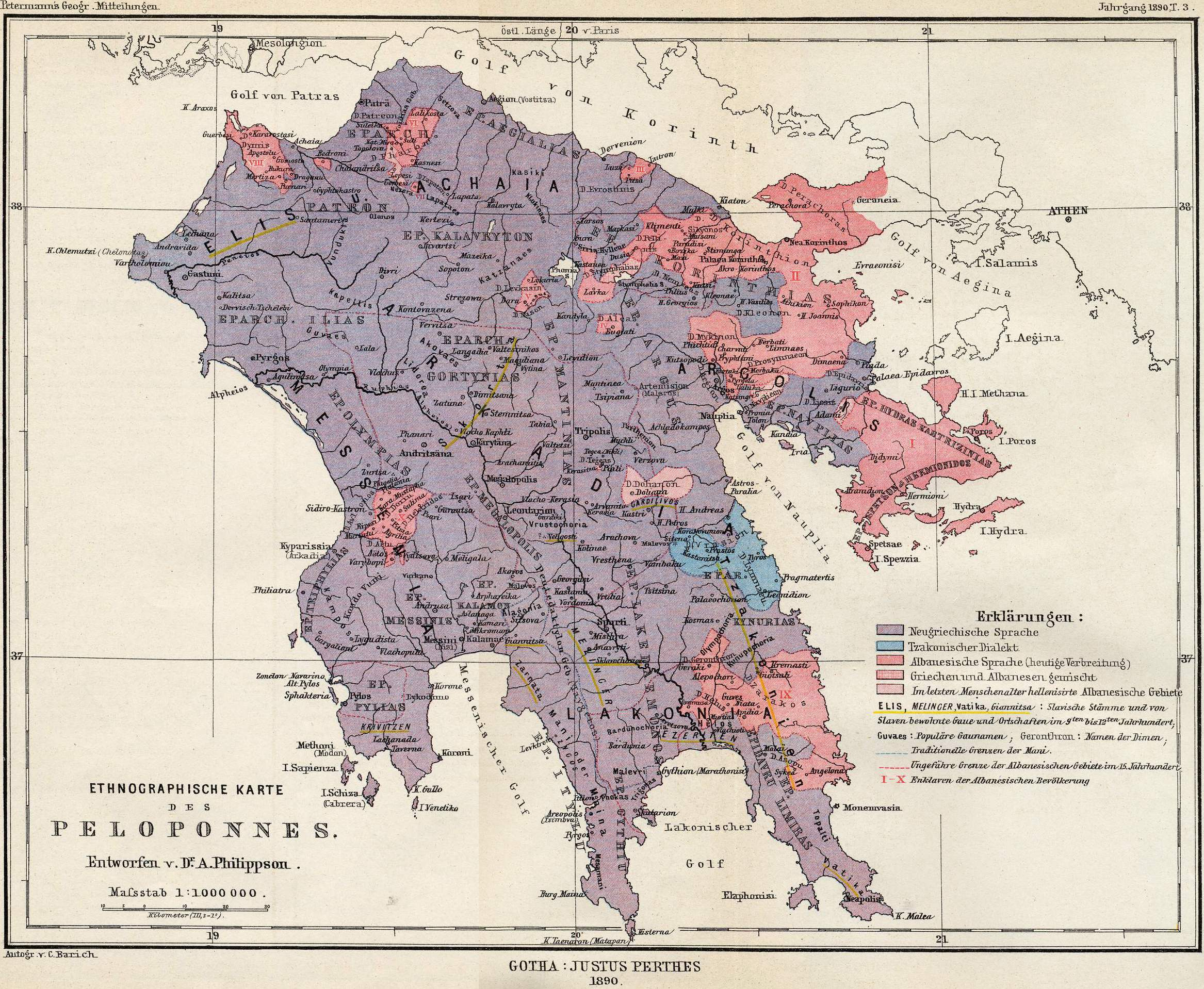
Veche hartă etnică a peninsulei Peloponez

Arvaniții (din greacă modernă: Αρβανίτες) sunt un subgrup de origine albaneză și de religie creștină ortodoxă din Grecia central-sudică, inițial vorbitor al graiului arvanitic al dialectului tosc din cadrul limbii albaneze. Numărul lor este de aproximativ 30.000 - 140.000. Ca și în cazul tuturor celorlalte minorități etnice din Grecia, arvaniții sunt supuși unui intens proces de elenizare. În țările române, au fost mercenari, neferi sau poterași în garda domnească sub denumirea de Arnăuți (din limba turcă: Arnavudlar însemnând Albanezi) sau paznici înarmați ai boierilor pentru paza personală. Fiind ortodocși puteau împlini aceste funcții conform tratatelor de vasalitate între țările române și Imperiul Otoman.
Conform fenomenului de rotacizare (transformare a consoanei l în r) foarte frecvent în Evul mediu în cadrul limbilor neolatine, dar și a dubletului b - v, se deduce că arvanit este, de fapt, albanit. Numele acestei populații ce a trăit și mai trăiește în Albania, pare să provină de la portul popular de culoare albă, bazat pe firele de lână, in și cânepă. Spre deosebire de albaniți, mauro-vlahii ("vlahii negri", morlacii), ar fi populația romanizată (aromânii) de pe aceeași coastă a Mării Adriatice, dar mai la nord, inclusiv în Muntenegru (muntenegreni sau "negreni" ca exonim și endonim). 

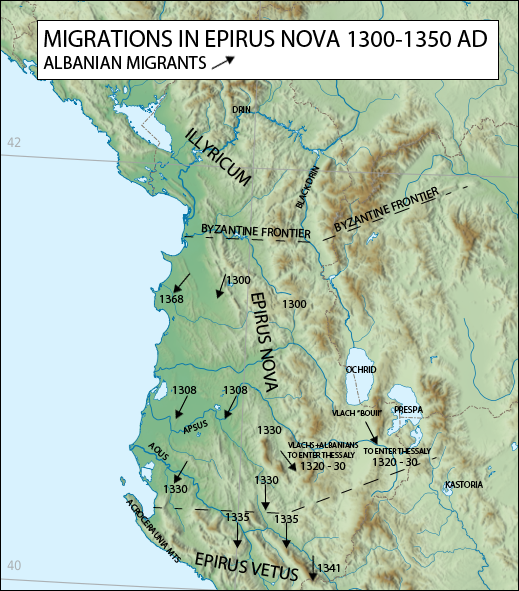
1300-1350.